# Llantrisant
Llantrisant is een plaats in het Welshe graafschap Rhondda Cynon Taf.

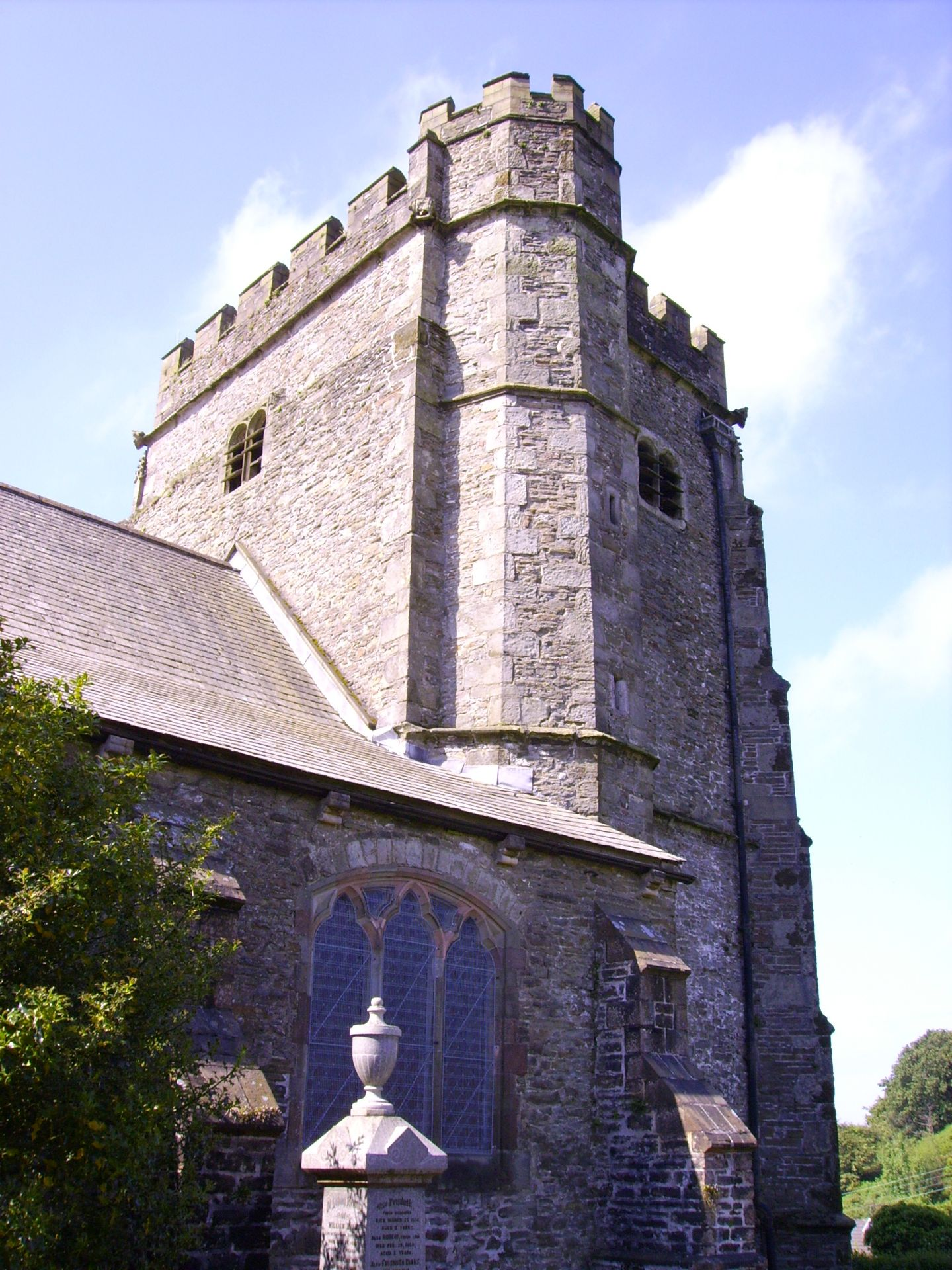
Kerk in Llantrisant

Llantrisant telt 4205 inwoners.

## The Royal Mint

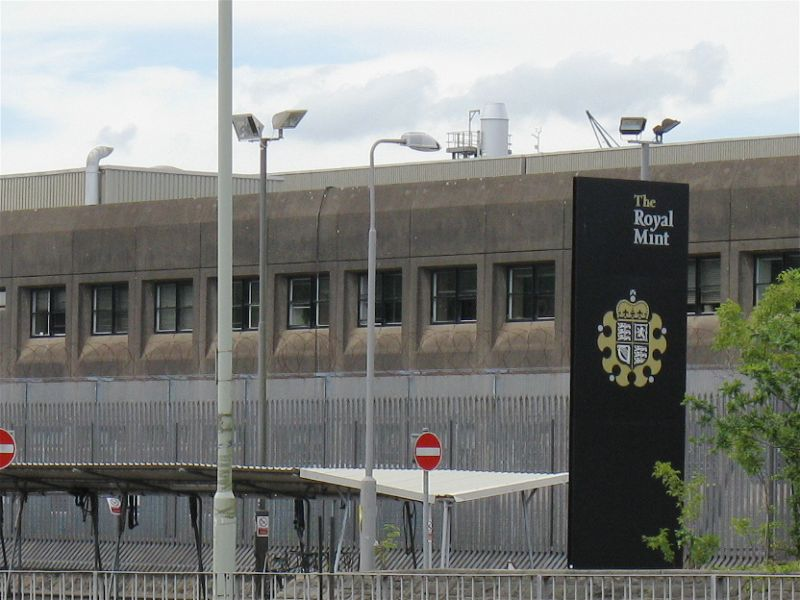
Gebouw van de Royal Mint in Llantrisant

In het dorp is de Royal Mint gevestigd, het bedrijf dat alle Britse munten slaat. De Royal Mint is in 1967 naar Llantrisant verhuisd en herbergt ook het Mint's museum. Het dorp wordt soms ook wel "The hole with a mint" genoemd (een parodie op de slogan van Polo-pepermunt, The mint with a hole)